# Ривер Роуд (Вашингтон)
Ривер Роуд (енгл. River Road) насељено је место без административног статуса у америчкој савезној држави Вашингтон.

## Демографија
По попису из 2010. године број становника је 454, што је 4 (0,9%) становника више него 2000. године.
| Група             | 2000.       | 2010.       |
| Белци             | 400 (88,9%) | 389 (85,7%) |
| Афроамериканци    | 2 (0,4%)    | 4 (0,9%)    |
| Азијати           | 17 (3,8%)   | 2 (0,4%)    |
| Хиспаноамериканци | 14 (3,1%)   | 24 (5,3%)   |
| Укупно            | 450         | 454         |